# Rocky Ford (Oklahoma)
Rocky Ford est une census-designated place des comtés de Cherokee et de Delaware, dans l'État d'Oklahoma, aux États-Unis,. En 2020, elle compte une population de 283 habitants.